# Управління водним режимом родовища
Управління водним режимом родовища (рос. управление водным режимом, англ. water regime control, нім. Beherrschung f vom Wasserhaushalt) – система заходів, що здійснюється при освоєнні обводнених родовищ корисних копалин з метою безпечного та економічного ведення гірничих робіт шляхом дії на фільтраційні параметри гірських порід та, як наслідок, на форму й величину поверхневого і підземного водяного потоку у шахті (руднику, кар'єрі).